# Santa Cruz de Marchena
Santa Cruz de Marchena är en kommun i Spanien.   Den ligger i provinsen Provincia de Almería och regionen Andalusien, i den södra delen av landet, 400 km söder om huvudstaden Madrid. Antalet invånare är 231. Arean är 20,0 kvadratkilometer. Santa Cruz de Marchena gränsar till Alsodux, Bentarique, Illar, Alboloduy, Gérgal och Santa Fe de Mondújar. 
Terrängen i Santa Cruz de Marchena är huvudsakligen kuperad, men åt sydväst är den platt.